# BC Oostende in het seizoen 2019/20
Het seizoen 2019/2020 was het 50e jaar in het bestaan van de Oostendse basketbalclub BC Oostende.

## Verloop
Oostende behield een groot deel van zijn kern van een seizoen eerder. Nieuwe spelers voor Oostende waren: Simon Buysse, MiKyle Mcintosh en Amar Sylla.
In december 2019 tekende de Belg Olivier Troisfontaines bij Oostende. In februari 2020 tekende de Amerikaan Troy Caupain als vervanger van de vertrokken Braian Angola. Na een blessure van Shevon Thompson werd ook nog de Litouwer Mindaugas Kupšas aangetrokken.
Op het moment dat de competitie werd stilgegeld door de coronacrisis stond Oostende eerste en werd daarmee uitgeroepen tot lanskampioen. In de Beker van België won Oostende van BBC Lommel maar verloor in de kwartfinale van Spirou Charleroi.

### Europees basketbal
Oostende speelde in het seizoen 2019/20 in de Basketball Champions League Europees basketbal. Oostende nam rechtstreeks deel aan het reguliere seizoen, ze werden derde in een groep met Türk Telekom BK, Dinamo Sassari, KK Lietkabelis Panevėžys, Bàsquet Manresa, Hapoel Holon BC, SIG Strasbourg en Twarde Pierniki Toruń. In de zestiende finale verloor Oostende van CB 1939 Canarias. Door de coronacrisis werd de derde en beslissende wedstrijd pas gespeeld in het seizoen 2020/21.

## Selectie
Antwerp Giants ·
Kangoeroes Basket Mechelen ·
Leuven Bears ·
Liège Basket ·
Limburg United ·
Okapi Aalstar ·
Oostende ·
Basic-Fit Brussels ·
Union Mons-Hainaut ·
Spirou Charleroi